# Kadens (löpning)
Kadens i löpning beskriver hur ofta foten träffar marken per minut. Ett annat ord är stegfrekvens. Detta mäts antingen med båda fötterna eller bara ena foten. Optimal stegfrekvens för de flesta människor brukar ligga kring 170 steg/min (räknat med båda fötterna) eller 85 steg/min (räknat med ena foten).